# Беломорска отточна област (България)
Беломорската отточна област (Егейска отточна област, Егейски водосборен басейн или Егейски хидро-географски район) е част от територията на България, чиито речни води се оттичат в Бяло море. Тя е подбасейн на Средиземноморската отточна подобласт, обособена в границите на Атлантическата отточна област. Площта ѝ е 47 133 km2 или 43,4% от територията на България, като по този начин заема първо място по териториален обхват в страната. Посоката ѝ на простиране е от запад на изток.

## Граници
Водосборният басейн заема по-голямата част от Южна България. На север граничи с Дунавския водосборен басейн, а на изток с Черноморския водосборен басейн. Отделен е от тях чрез главния вододел на България. В него са разположени Задбалканските котловини, част от Средногорието, Горнотракийската низина, Тунджанската низина, Осоговска планина, Влахина, Малешевска планина, Огражден, Беласица, Славянка, Рила, Пирин и Родопите.

## Речна мрежа
Броят на реките във водосборния басейн са над 1200, образувайки речна мрежа с гъстота от 0,2 до над 3 km/km2. Главните водни течения в западната и източната периферия са с направление север-юг, в централната част са с посока запад-изток, а в югоизточната част – северозапад-югоизток.
Повечето от речните системи са малки и средни по площ. Най-дълги са реките Тунджа, Марица, Струма и Арда. Големи по дължина са реките Тополница, Сазлийка, Места, Струмешница, Въча и Стряма.

## Поречия
Главните поречия се формират от реките Марица, Тунджа, Арда, Места и Струма. Реките Тунджа и Арда са притоци на река Марица, но на територията на България са обособени като самостоятелни поречия.